# Ronde de Mouscron 2024
La 4e édition de la Ronde de Mouscron, appelée aussi le Grand Prix Alfred Gadenne, a lieu le 1er avril 2024 à Mouscron en Belgique. La course fait partie du calendrier international féminin UCI 2024 en catégorie 1.1. Elle est remportée par la Polonaise Daria Pikulik.

## Parcours
Les coureuses parcourent cinq tours de 24,5 km tracés dans les rues de Mouscron, Luingne, Herseaux et Dottignies avec un départ et une arrivée à Mouscron et une distance totale de 122,5 km.

## Équipes
| Unknown team category |
|                       |

## Classements

### Classement final
| \| Classement général \| Classement général \| Classement général \| Classement général \| Classement général \| \| Coureuse \| Coureuse \| Pays \| Équipe \| Temps \| \| ------------------ \| ------------------ \| ------------------ \| ------------------ \| ------------------ \| |          |      |        |       |
| |          |      |        |       |
| Source : ProCyclingStats |          |      |        |       |
| Classement général |          |      |        |       |
| Coureuse | Coureuse | Pays | Équipe | Temps |

### Points UCI
| Position           | 1er | 2e | 3e | 4e | 5e | 6e | 7e | 8e | 9e | 10e | 11e | 12e | 13e à 15e | 16e à 25e |
| Classement général | 125 | 85 | 70 | 60 | 50 | 40 | 35 | 30 | 25 | 20  | 15  | 10  | 5         | 3         |